# Carl Rieseberg

Carl Rieseberg

Carl Wilhelm August Rieseberg (* 1. Dezember 1869 in Oschersleben; † 8. Dezember 1950 in Quedlinburg) war ein deutscher Politiker (DNVP).

## Leben und Wirken
Rieseberg wurde als unehelicher Sohn des Uchtdorfers Johann Christian Rieseberg, laut Kirchenbuch "Former auf der Tangerhütte bei" Uchtdorf und zuvor Unteroffizier in Magdeburg, und der Dorothee Auguste Sophie Papendiek, in Oschersleben geboren. Einen Monat später heirateten seine Eltern. 
In seiner Jugend besuchte Rieseberg nacheinander die Dorfschulen in Uchtdorf (1874–75), Neustadt-Magdeburg (1875–77), Magdeburg (1877–78) und die Bürgerschule in Oschersleben (1878–81) sowie die Seminarschule in Halberstadt (1881–84). Von 1884 bis 1887 absolvierte er ebendort eine dreijährige Bäckerlehre. Die Meisterprüfung legte er erst 1893 nach mehrjähriger Berufstätigkeit ab. Zuvor hatte er dem Infanterie-Regiment „Prinz Louis Ferdinand von Preußen“ (2. Magdeburgisches) Nr. 27 angehört.
Von Januar 1907 bis Januar 1912 gehörte Rieseberg für die Mittelstandsvereinigung – deren Vorstand er auch angehörte – dem Reichstag des Kaiserreiches an, in dem er den Wahlkreis Magdeburg 6 (Wanzleben) vertrat. Nach dem Ende des Ersten Weltkriegs wurde er Mitglied der Deutschnationalen Volkspartei (DNVP). Vom Juni 1920 bis September 1930 saß er für diese in den ersten vier Reichstagen der Weimarer Republik, in denen er den Wahlkreis 11 (Magdeburg) vertrat. Dem Reichstagshandbuch zufolge hatte er sich zu diesem Zeitpunkt als Bäckermeister in Quedlinburg niedergelassen.
Gesellschaftlich tat Rieseberg sich ferner als Mitbegründer des Reichsschutzverbandes für Handel und Handwerk sowie des Bundes der Bäcker und Konditoren Deutschlands – dessen Ehrenmitglied er im fortgeschrittenen Alter wurde – sowie als stellvertretender Vorsitzender des Zentralverbandes Deutscher Bäckerinnungen hervor. Für seine Leistungen wurde er unter anderem mit dem Verdienstkreuz II. Klasse ausgezeichnet.

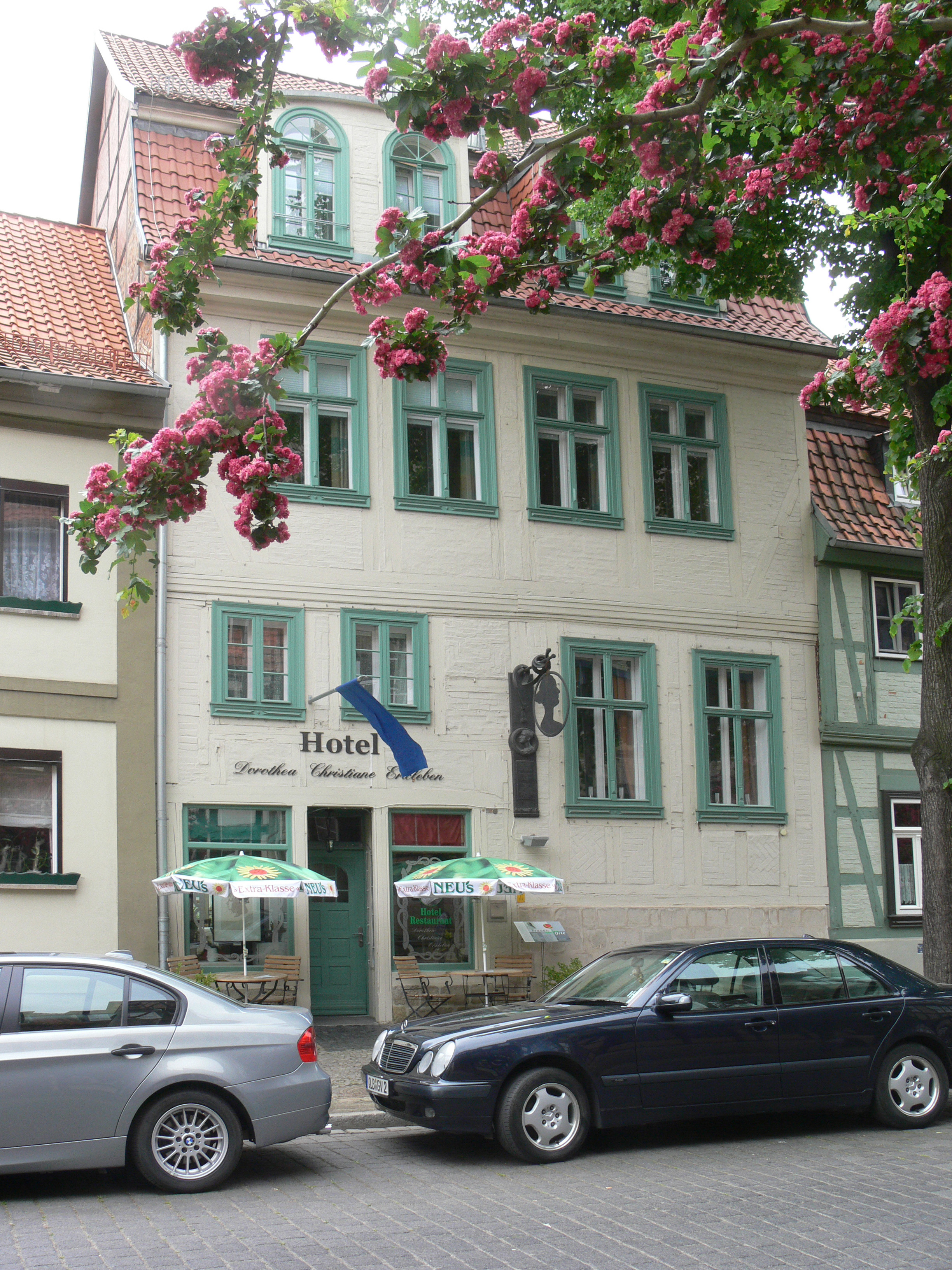
Haus Riesebergs im Steinweg 51

1931 und 1950/1951 ist Rieseberg mit Adresse Steinweg 51, das Geburtshaus der als erste Ärztin Deutschlands geltenden Dorothea Erxleben, in Quedlinburg nachweisbar.